# Cryodrakon
Cryodrakon („zmrzlý drak“) byl rod obřího azdarchidního pterodaktyloidního ptakoještěra, který žil v období pozdní svrchní křídy (pozdní kampán, asi před 77 miliony let) na území dnešní Kanady (provincie Alberta, souvrství Dinosaur Park).

## Historie
Fosilie tohoto ptakoještěra byly objeveny již koncem 80. let 20. století, vědci je však považovali za pozůstatky již dříve popsaného rodu Quetzalcoatlus. Nový druh Cryodrakon boreas byl formálně popsán trojicí paleontologů v září roku 2019.

## Paleobiologie
Cryodrakon byl obří ptakoještěr, jehož rozpětí křídel zřejmě přesahovalo 10 metrů. Patřil tak k vůbec největším známým létajícím tvorům všech dob. Typový jedinec byl mládětem s rozpětím křídel kolem 5 metrů, jeden objevený izolovaný krční obratel ale svědčí o existenci dospělce o dvojnásobném rozpětí.
Podle některých odhadů dokázali tito ptakoještěři urazit ohromné vzdálenosti. Například zástupci vývojově příbuzného rodu Quetzalcoatlus zvládli pravděpodobně přeletět v rozmezí 7 až 10 dní na vzdálenost kolem 16 000 kilometrů, a to jen s relativně malým výdejem energie.